# La Rébellion de Kronstadt et autres textes
Publié aux éditions la Digitale en 2007, La Rébellion de Kronstadt et autres textes est un recueil de texte écrits par les anarchistes Alexandre Berkman et Emma Goldman traitant de la révolte des ouvriers et soldats de la ville de Kronstadt et des événements périphériques ayant eu lieu en Russie après la Révolution d'Octobre.
L'ouvrage contient aussi un choix d'extraits de textes de Voline et Victor Serge.

## Argument
Les auteurs témoignent des événements et complètent ceux-ci en effectuant une analyse critique du régime bolchevique en cours de bureaucratisation, et de la dérive de la période révolutionnaire vers une forme de capitalisme d'État.
Sommaire :
- Une présentation de Sylvain Boulouque
- La Rébellion de Kronstadt par Alexandre Berkman
- La Tragédie russe par Alexandre Berman
- La Révolution russe et le parti communiste texte collectif traduit du russe par Alexandre Berkman
- Boukharine au congrès de l'Internationale syndicale rouge par Alexandre Berkman in La Revue anarchiste
- Trotsky en fait trop par Emma Goldman
- Maria Spiridonova par Emma Goldman in La Revue anarchiste
- La Révolution russe par Voline in L'Encyclopédie anarchiste (tome IV)
- Les Soviets par Voline in L'Encyclopédie anarchiste (tome IV)
- Sur Kronstadt 1921 - et quelques autres sujets... par Victor Serge in La Révolution prolétarienne
- Final : une esquisse d'Alexandre Berkman par Emma Goldman in La Revue anarchiste

## Sources
- Worldcat : notice, (OCLC 470635715).
- Sudoc : notice.
- Mouvement communiste - URSS et mouvement international , Dissidences, Bibliographie, lire en ligne.
- Catalogue général des éditions et collections anarchistes francophones : notice bibliographique.
- RA.forum : notice bibliographique.
- Michael Lowy et Olivier Besancenot, Affinités révolutionnaires : Nos étoiles rouges et noires, Les petits libre, 2014, 216 p. (ISBN 978-2-7555-0548-1, lire en ligne).